# Hermannia pseudonodosa
Hermannia pseudonodosa är en kvalsterart som beskrevs av Woas 1981. Hermannia pseudonodosa ingår i släktet Hermannia och familjen Hermanniidae. Inga underarter finns listade i Catalogue of Life.